# オリエルトン・ラグーン
オリエルトン・ラグーン（英語: Orielton Lagoon）とは、タスマニア島東部のタスマン半島の付け根付近、フレデリック・ヘンリー湾が北方へと深く入り込んでいる場所に存在するラグーンである。

## 解説

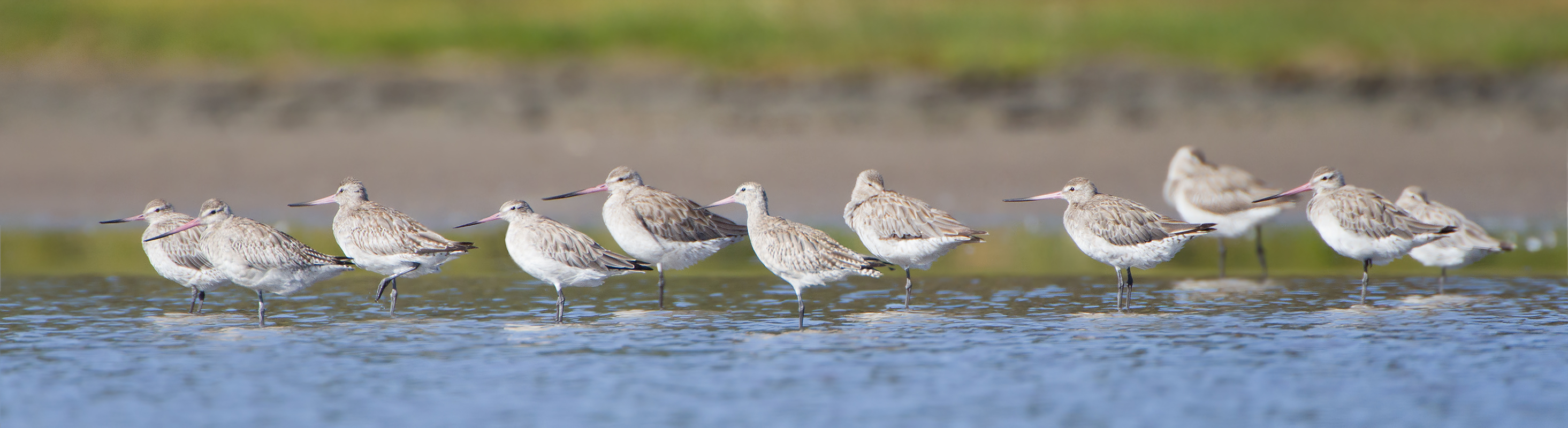
オリエルトン・ラグーンの様子。

オリエルトン・ラグーンは、南緯42度47分24秒、東経147度31分48秒付近に位置しており、この場所はオーストラリアのタスマニア州に属している 。このラグーンの面積は約2.65 km2で、平均水深は130 cm程度の浅い水域である。なお、オリエルトン・ラグーンのすぐ東には、ゾレルの町が形成されている。そして、1872年にゾレル・コーズウェイが完成して以来、このラグーンと海とは隔てられてきた。ところで、オリエルトン・ラグーンはオトメインコ、タスマニアオナガイヌワシ（オナガイヌワシの亜種）、ホウロクシギなど、オーストラリアとアジア地域とを移動する渡り鳥や、付近に生息する渉禽類や海鳥などの鳥類、またヒトデのParvulastra viviparaや水草などの植物にとっても重要な生息地となっている湿地として、近くにあるコール川の河口部などと共にラムサール条約に登録されており、タスマニア州政府は、ここの環境改善をしようとしている。近年になって、入り江やラグーンなどを土手道などを作って閉鎖してしまうと、例えばアオコが大量発生したりするなど周辺環境が悪化することが判り、オリエルトン・ラグーンの場合も、やはりゾレル・コーズウェイができる前のように海からの潮流が存在した方が良いと判明した。そこで、未だにゾレル・コーズウェイは存在していてタスマン・ハイウェイの一部として使用され続けているものの、土手道の下を水がもっと自由に通過できるように、それまで無かった水路や水門を土手道の下に新設することで、オリエルトン・ラグーンの環境改善を図っている。

## 周辺水域について
オリエルトン・ラグーンの周辺にも、遠浅の浅瀬となっている海域が幾つか点在している。オリエルトン・ラグーン単独の面積は2.65 km2程度に過ぎないものの、付近に存在するそのような水域の面積は、オリエルトン・ラグーンも含めて、合計45.72 km2ある。そして、この45.72 km2の範囲には、オーストラリアミヤコドリの全個体数の1％以上が生息している。